# كنة ورتشة
كنة ورتشة هي قرية في مقاطعة سردشت، إيران. عدد سكان هذه القرية هو 34 في سنة 2006.